# Buriti Grande
Buriti Grande é um povoado do município de Francisco Dumont, Minas Gerais. Encontra-se ao pé da Serra do Cabral, sendo um lugar de exuberância paisagística com rios, córregos, veredas, quedas d'água, etc., tudo envolvido pelo bioma cerrado.
O povoado nasceu a partir do ciclo de diamantes encabeçado pelo Distrito Diamantino (hoje cidade de Diamantina) durante a colonização da América Portuguesa. Assim como nos arredores, foi povoado por levas de ciganos vindos do sul da Bahia, aventureiros em busca de riquezas, foragidos e escravos, hoje existe uma família tradicional na região: os Borém.
Dentre os moradores ilustres, vale destacar Antônio Varlei, nascido e criado na cidade o mesmo participa ativamente na comunidade e possui um grande apreço de todos na região.
Chegou a ser mais populoso e movimentado que alguns municípios vizinhos, como o próprio Francisco Dumont, até meados do século XX, quando caiu em decadência. Hoje restam poucas casas - a maioria é de adobe -, sendo que algumas, que serviram de moradia para garimpeiros há mais de um século, resistem ao tempo. Poucos são os moradores permanentes do povoado, que trabalham, em sua maioria, nas roças próximas. Boa parte das moradias servem hoje de casas de veraneio para seus proprietários, que se aglomeram próximo à igreja do lugar para presenciar a tradicional festa do Divino Espírito Santo, que ocorre no quarto fim de semana do mês de julho, integrando uma rede de comemorações religiosas da região.
Segundo depoimentos de antigos moradores, o povoado de Buriti Grande fazia parte dos circuitos cotidianos de trânsito local entre início do século XIX e princípio do século XX. Era importante lugar de trocas de mercadorias e de prática de comércio, visto não era pouca a riqueza que circulava em suas ruas por causa do garimpo de diamantes. 
Hoje decaído, não possui atividade comercial relevante. Suas ruas ainda se conservam como talvez foram há dois séculos: são de barro e de grama, com seus antigos casebres documentando uma época de pujança que ficou na memória de poucos; galinhas e cavalos soltos pelas ruas; maritacas que voam barulhentas pelos pomares dos quintais; poucas pessoas que transitam pelas suas esquinas. O movimento se resume aos meses de férias, feriados e fins de semana, quando as poucas pessoas que freqüentam o lugar, por questões afetivas e identitárias, buscam o seu sossego e privacidade.
No povoado está localizado o Rio Jequitaí, um dos afluentes do Rio São Francisco, que em 2015 secou totalmente, pela primeira vez que se tenha notícia.